# Bristol Beaufort
O Bristol Beaufort foi um bombardeiro torpedeiro britânico monoplano bimotor da Segunda Guerra Mundial, desenhado pela Bristol Aeroplane Company e desenvolvido a partir da experiência ganha com o design e construção do bombardeiro leve Bristol Blenheim. Quase 2000 unidades foram construídas pela Bristol e outros fabricantes aeronáuticos britânicos.